# Afdeling D
Afdeling D er en kortfilm instrueret af Carlos Oliveira efter eget manuskript.

## Handling
En dreng skal opereres. Mens han venter på operationen bliver han optaget af Afdeling Ds øvrige patienter og ansatte - en døende mand og en mystisk læge. Sammen med dem lærer han noget om døden. Og på mærkværdig vis finder drengen og den døende mand ud af, at de måske har mere tilfælles end først antaget.